# De Vey Mestdagh
De Vey Mestdagh is een Nederlandse familie waarvan de stamvader Mestdagh van Franse, de stammoeder De Veij van Nederlandse oorsprong is; de dubbele geslachtsnaam De Vey Mestdagh werd in 1834 officieel erkend.

## Fragmentgenealogie
Johan de Veij (1760-1838), suikerbakker en koopmansbode te Vlissingen
- Anna Pieternella de Veij (1782-1835); had een relatie met de Franse marineofficier Nicolas Jean Baptiste Daniel Mestdagh (1778-1869), later: chef generale staf van de Noordzeevloot en scheepscommandant, uit welke relatie een zoon werd geboren; zij trouwde in 1804 met Johannes Van Malm, marineofficier
  - Nicolaas Johan Baptist de Veij (Mestdagh) (1802-1871), boekverkoper en uitgever; verzocht en verkreeg in 1834 bij KB vergunning de naam Mestdagh aan die van De Veij te voegen

## Herkomst van de naam

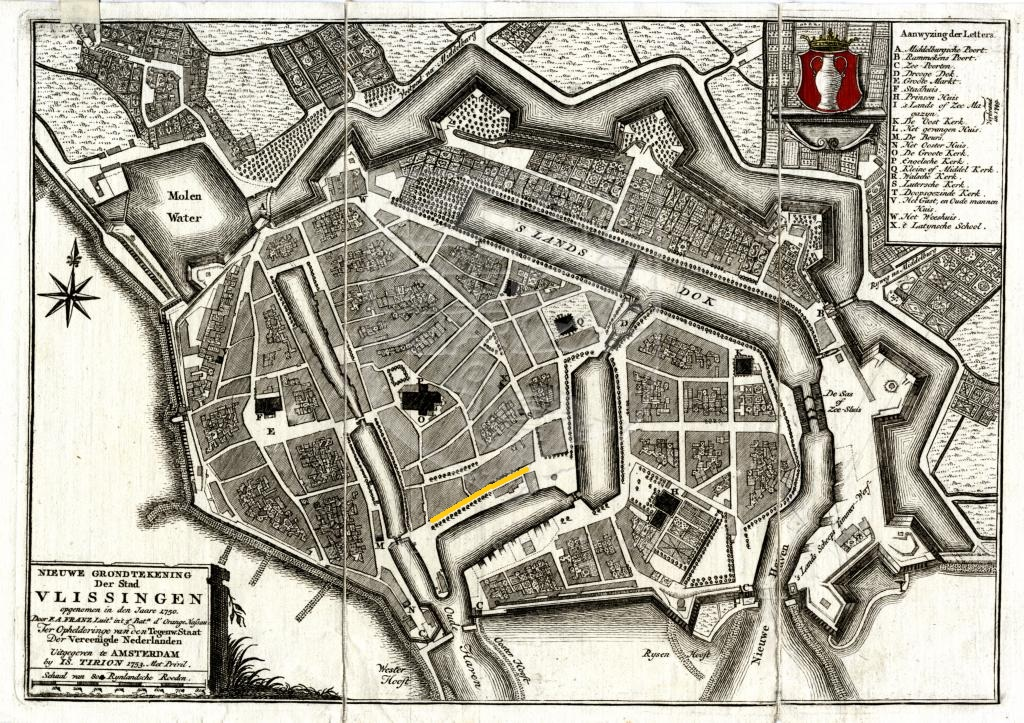
Vlissingen anno 1750
(Ten behoeve van dit lemma is de Nieuwendijk geel gemarkeerd)

De oorsprong van de naam 'De Vey Mestdagh' moet gezocht worden in het Frans-Vlaamse Duinkerke, waar – zoals elders in West-Vlaanderen – velen met de naam Mestdagh geboren, gedoopt, getrouwd en begraven zijn, en in het Zeeuws-Vlaamse Sluis, waar het geslacht De Veij zijn wortels heeft. Zowel de voorouders Mestdagh, als De Veij zijn te traceren tot vroeg in de zeventiende eeuw. De combinatie De Vey Mestdagh ontstond rond 1800, in Vlissingen, havenplaats aan de ingang van de Westerschelde. Na meer dan twee eeuwen thuishaven van de West-Indische Compagnie te zijn geweest, werd de stad in die jaren vooral gefrequenteerd door Franse eskaders en flottieljes. Napoleon had zijn stempel op Europa gedrukt. In de Nederlanden was de Bataafse Republiek uitgeroepen. Vlissingen was een Franse uitvalsbasis en de Schelde, zoals het in die tijd heette, 'het pistool gericht op de borst van Engeland'.
Napoleon heeft Vlissingen altijd strategisch hoog ingeschat. In 1803 bracht hij een bezoek aan de stad. De Westerschelde speelde in Napoleons plannen een voorname rol, in het bijzonder Antwerpen en Vlissingen. In Antwerpen zouden weliswaar de meeste nieuwe marineschepen gebouwd en gestationeerd worden, maar ook de scheepswerf in Vlissingen kreeg bouwopdrachten. Zo verordonneerde Napoleon op 29 mei 1803 het ontwerp van een nieuw type platbodemschip voor het overzetten van honderd man over het Kanaal. ‘Bouw zoveel mogelijk schepen en maak de haven in orde’, schreef hij aan de minister van marine. De Vlissingse vloot ging deel uitmaken van de ‘secrete macht’ die de oversteek naar Engeland moest maken. Zo ver kwam het niet, de op de schepen verzamelde troepen werden uiteindelijk ingezet bij de strijd tegen Oostenrijk.,
De herkomst van de naam 'De Vey Mestdagh' is terug te voeren op de geboorte van een jongen, in 1802, die werd grootgebracht in de veronderstelling dat hij Mestdagh heette, maar op een gegeven moment ontdekte dat zijn achternaam De Vey was. Hij ondervond daarvan grote problemen en ging een gevecht aan met de autoriteiten. Uiteindelijk richtte hij zich in 1834 in een brief tot de toenmalige koning Willem I.
14 mei 1834, Aan den Koning
Sire
Geeft onderdaniglijk te kennen Nicolaas Johan Baptist de Veij, genaamd Mestdagh, boekdrukker en boekverkoper wonende te Vlissingen, dat hij Suppliant van zijne vroegste jeugd af aan is bekend geweest onder den naam N.J.B. Mestdagh en onder geenen anderen, en hij ook zelve altijd ter goeder trouw vermeend heeft dien te voeren gelijk hij ook onder dien naam voor de dienst der nationale militie geloot en naderhand bij de Schutterij gediend heeft, en ook tot dusverre onder dien naam zijnen handel drijft en bij de boekhandelaren zoo binnen als buiten dit rijk bekend is.
De stamvader van de dubbele geslachtsnaam, de auteur van de brief ‘Aan den Koning’, had Mestdagh willen heten, naar zijn vader – de enige jaren in Vlissingen gelegerde adjudant van de Franse marinecommandant aldaar, Nicolas Jean Baptiste Daniel Mestdagh – maar kreeg er min of meer noodgedwongen zijn moeders naam, De Veij, bij. Als buitenechtelijk kind, wat hij was, kon hij dan wel de naam van zijn vader claimen, de magistraten toonden zich onwillig. De Veij was naar hun mening de naam waar hij recht op had (mater semper certa est). En ofschoon zijn moeder een document bezat waarin de Fransman hem op voorhand als zijn kind erkende, mocht dat niet baten.

## Nicolas Jean Baptiste Daniel Mestdagh (1778-1869)

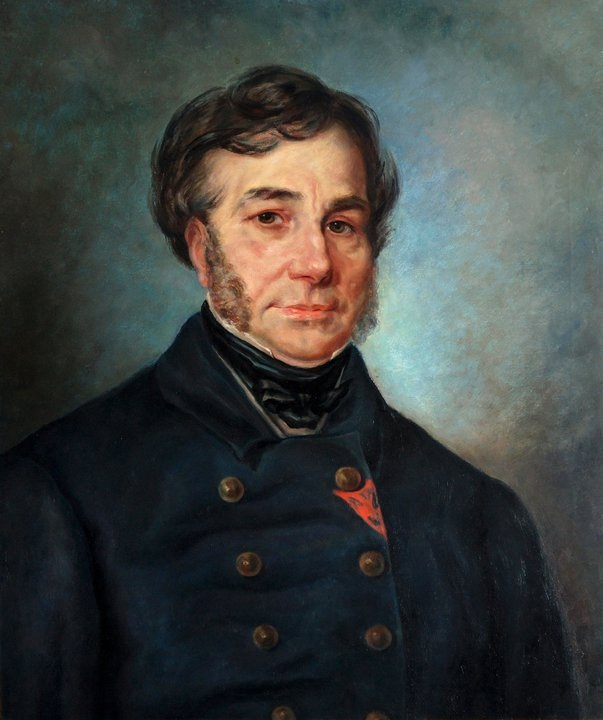
Nicolas Jean Baptiste Daniel Mestdagh, 1778-1869

Uit de Franse marinearchieven is bekend dat de vader van de Vlissingse Nicolaas Johan Baptist, Nicolas Jean Baptiste Daniel Mestdagh, geboren op 23 juni 1778 in Duinkerken, opklom van zestienjarige adelborst (1794) tot commandant, Capitaine de Frégate (1814). In 1800 kwam hij als adjudant van de Franse marinecommandant naar Vlissingen. Nadat hij in januari 1802 (23 jaar oud) Nicolaas had verwekt bij Anna de Veij, dochter van een plaatselijke suikerbakker, keerde hij met zijn flottielje terug naar Frankrijk. Uit Duinkerken schreef hij Anna een brief die als volgt luidde:
Je Réconnois Melle Nanette De Vey pour ma femme & j’adopte l’enfant pour le mien. DUNKERQUE le 1er Septembre 1802. w.g. MESTDAGH fils ainé
Waar hij vervolgens verbleef, hebben Anna en haar zoon niet geweten. De Franse marineannalen geven wel duidelijkheid. Mestdagh hield zich tussen 1809 en 1811 toch weer in de Zeeuwse wateren op en was in zeegevechten verwikkeld met de Engelsen bij Zuid-Beveland en op de Schelde. In 1812 werd hij benoemd tot chef generale staf (chef d'état-major de la marine) van de Noordzeevloot. Als commandant leverde hij vervolgens, tijdens de belegering van Hamburg (1813-1814), slag op de Elbe en op de Oostzee. Tijdens zijn verblijf in Noord-Duitsland ontmoette hij Dorothée Rahmlow (1786-1841) met wie hij in 1813 in Schwerin (Mecklenburg-Voor-Pommeren) trouwde. Voor zijn verdiensten voor Frankrijk (‘pour de grandes services rendus à l’armée, notamment sur des places aux avants postes’) werd hij in 1814 benoemd tot Chevalier de la Légion d’Honneur, en in 1857 als ex-combattant (‘pour la gloire et l'indépendance de la France’) onderscheiden met de Médaille de Sainte-Hélène. Nicolas ging na 1815 met zijn Duitse vrouw in Parijs wonen, waar hij overleed op 1 januari 1869. Zijn laatste rustplaats is nog altijd te bezoeken op het Parijse begraafplaats Montmartre.

## Anna Pieternella de Veij (1782-1835)
Anna Pieternella werd geboren in 1782 als dochter van Johan de Vey, suikerbakker (banketbakker) aan de Nieuwendijk, in Vlissingen, en Agatha Christoffelina Vink. Anna, de oudste uit een gezin van negen, raakte op negentienjarige leeftijd ongetrouwd zwanger. De vader van het nog ongeboren kind was de genoemde Franse marineman Nicolas Mestdagh. Er zijn geen aanwijzingen dat de ouders van Anna haar de affaire met de Fransman kwalijk hebben genomen. Vader Johan de Vey was patriot en zal er om die reden in ieder geval niet zwaar aan hebben getild dat de verwekker een Napoleontische zeeofficier was. Ook het feit dat Mestdagh zijn kind had erkend, verzachtte wellicht het leed van het ongehuwde moederschap. Bovendien had hij bij zijn vertrek gezorgd voor financiële ondersteuning.
Anna de Veij trouwde, twee jaar na de geboorte van haar zoon Nicolaas, in 1804 met Johannes Van Malm, net als Nicolas Mestdagh een marineofficier (Secretaris aan boord van Zijner Maj. Schepen van oorlog). Van hem kreeg ze nog eens vier kinderen (twee meisjes en twee jongens). Deze kinderen, uit het latere huwelijk, moeten het goed hebben kunnen vinden met hun oudste halfbroer, want bij het overlijden van hun moeder op 8 januari 1835 tekende Nicolaas, als N.J. Mestdagh, ‘mede uit naam van Broeders en Zusters’ de overlijdensannonce in de Middelburgsche Courant. Bij het overlijden van een van zijn halfbroers, Fredericus van Malm, in 1839, tekende hij wederom als N.J. Mestdagh ‘uit aller naam’ de annonce in de Vlissingsche Courant. Zoals we hierna zullen zien was de achternaam van Nicolaas toen al sinds vijf jaar officieel De Vey Mestdagh.

## Johan de Veij (1760-1838)
De patriottische inborst (in ieder geval in zijn jonge jaren) van Johan de Veij kwam hem nog duur te staan toen in 1778, tijdens heftige burgertwisten, prinsgezinden de ruiten van zijn bakkerij ingooiden. In 1790 werd De Vey door het stadsbestuur van Vlissingen benoemd tot koopmansbode op Middelburg. Of hij naast deze functie tevens zijn suikerbakkerij bleef drijven, is niet bekend.
De vader van Anna moet een ruimdenkend man zijn geweest, die begreep waartoe liefde in staat is. De Vlissingse dichter Jacobus Bellamy (1757-1786) kon er van getuigen. Bellamy was smoorverliefd op een zekere Francisca Baane (Fransje), wier moeder ieder contact met de dichter had verboden. Dat weerhield hem er niet van zijn grote liefde op te zoeken en, zo ‘ontwikkelde zich een geheime relatie per brief en in de achterkamer van suikerbakker Johan de Vey aan de Vlissingse Nieuwendijk.’ Een in 1917 door Aleida Nijland geschreven biografie van Bellamy geeft meer details.
Nu wordt ook gezocht naar een heimelik ontmoeten, en 9 Junie raadt Bellamy zijn meisje ‘van met die Juffrouw Vync, die zo veel medelijden met hun had, nadere kennis te maken, ten einde gelegenheid te zoeken om bij die Juffrouw in 't geheim elkander te zien’. En Agatha Christina Vink (Vync), kort te voren gehuwd met Johan de Vey, suikerbakker op de Nieuwendijk, stelt gastvrij een ‘kleene agterkamer’ te hunner beschikking. Diezelfde dag nog komen Bellamy en Fransje er samen. In een ‘Herdenken aan Fillis’, onmiddellik daarna opgeschreven, doorleeft de dichter nog eens de genoten, ‘ter sluik gegonde’ zaligheid, de ‘onbeschrijfbre weelde’...

Met welk een stille vreugd in uwen arm gezegen / Heb ik uw lieven mond zo even nog gekuscht! / De liefde deed uw borst met sneller drift bewegen, / En schreef in 't drijvend oog 't gevoel der zoete lust. / Gij voelde – ja mijn lief, gij voelde in 't kloppend harte / Die zelvde drift, dat vuur, dat mij de borst doorgloeit: / En, daar mijn dartle mond uw lieve lipjes tartte, / werd hij aan 't levend rood van uwen mond geboeid. / Daar lag ik door den band der zoete min gekluisterd – /...Mijn kloppend hart staat stil. – mijn zwijmend oog verduisterd.

En zo, ‘ondanks het brandend oog’ van hun bewakers, zien ze elkander vaak in 't huis der ‘vriendinne’, in 't ‘kleen vertrek’, dat hun ‘een heiligdom der Min’ wordt.
Nog dichterbij komt Jan in een brief van Bellamy zelf, aan zijn vriend, uit 1782: ‘hebt gij mijn geest nog niet gezien, in uw achterkamer, daar in dat hoekje bij die kast? – ’t kan niet anders wezen, of gij moet mij gezien hebben! Jan, Jongen! In dien kamer heb ik al eenige zalige stonden – in weerwil van alle duivelen – met mijn lief meisje doorgebragt!’

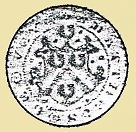
Zegel van Mattheus de Vey, schepen en burgemeester van Sluis, 1734-1742

Het is niet ondenkbaar dat de ruimdenkendheid (patriotten waren over het algemeen toch al wat meer verlichte geesten) en literaire contacten van Jan en Agatha de Veij te maken hadden met het meer geletterde milieu waaruit Jan stamde. Zijn voorgeslacht, grotendeels afkomstig uit Sluis, bestond in de 17e en 18e eeuw uit notarissen en chirurgijns. De nodige, rijkelijk gesigneerde stukken zijn bewaard gebleven; zoals de huwelijksakte van Jans voorvader, notaris François de Veij, uit 1699. Zijn zonen Jacobus en Johan vervulden beiden hetzelfde ambt, terwijl zijn zoon Mattheus, meester-chirurgijn en apotheker, in Sluis van 1734 tot 1742 de functie van schepen en burgemeester bekleedde. In die hoedanigheid was Mattheus verplicht stukken te bekrachtigen met zijn zegel: een keper vergezeld van drie hanen, waarbij het schild wordt getopt met een haan.
De keper in het zegel, naar mag worden aangenomen, omdat het lange tijd voorkwam als symbool op wapens in Vlaanderen en Zeeland. Het kan beschouwd worden als een teken van 'hechtheid, steun en kracht'. De Wapenvoerders met een keper waren veelal een beproefde steun voor de lands- en stadsregering. Het symbool van de haan verwijst (zoals gebruikelijk in de tijd van het gildewezen) naar het beroep van heelmeester. De haan is het teken van gezondheid, omdat het dier in de Griekse oudheid werd geofferd aan Aesculaap, de god van de gezondheid (vandaar ook dat Socrates zei, toen hij de giftbeker had gedronken: “Slacht een haan.”).
Het beroep van chirurgijn kwam vaker terug in de familie. Ook de vader van Jan de Vey, François Pieter de Veij, was een heelmeester van enig statuur. In 1756 werd hij door het Vlissingse stadsbestuur benoemd tot deken van het ‘Ghirurghijnsgilde’.

## Nicolaas Johan Baptist de Veij (Mestdagh) (1802-1871)
De zoon van Anna, Nicolaas Johan Baptist, wordt geboren op 6 oktober 1802. Zijn vader Nicolas Jean Baptiste Daniel Mestdagh is dan alweer met zijn flottielje naar Frankrijk teruggekeerd. Daar schreef hij de verklaring, op 1 september 1802 ondertekend in Duinkerken, waarin hij mejuffrouw Nanette (zoals hij Anna noemde) De Vey als zijn vrouw en ‘het kind’ als het zijne erkende. Mestdagh wist dus dat Anna zwanger was en hij was zo ruiterlijk het kind nog voor de geboorte te erkennen. Bovendien liet hij bij vertrek uit Vlissingen een flinke buidel geld achter om de opvoeding van zijn kind te bekostigen. Dat geld zou Nicolaas vooral van pas komen toen hij, eenmaal volwassen, besloot in zaken te gaan en de stadsdrukkerij/uitgeverij overnam.
Vlissingen mocht dan Frans zijn in die tijd, de Franse verklaring van Mestdagh was toch van meet af aan een omstreden document. De kerk, zo blijkt uit de doopakte van Nicolaas, ziet de jongen als een onwettig kind. Aan zijn doop, op 1 december 1802, ging discussie vooraf. In de notulen van de Kerkenraad van de Hervormde Gemeente in Vlissingen (27 november 1802) staat te lezen dat een ander kerkenlid (Anna mocht dat zelf kennelijk niet doen) verzoekt om de doop van een kind ‘in onecht gewonnen van Anna Pieternella de Vey, waarvan zij zegt vader te zijn Nicolaas Jan Baptist Mestdagh; ’t wierd toegestaan, tegen woensdagavond, mits het door een onbesproken lidmate geheven worde. Verder wierd de moeder onder de censuur gebracht, en haar naam op het klappertje gestald; voorts zal haar door den wijkpredikant met zijnen ouderling de censuur worden aangezegd.’
De censuur betekende volgens de kerkelijke tucht in de Hervormde Kerk dat Anna, omdat zij in zonde had geleefd, niet langer aan het avondmaal mocht deelnemen. Het was haar evenmin gegund haar kind naar het doopvont te dragen. Die taak werd op zich genomen door een andere Anna, wel van onbesproken gedrag, Anna Perry.

## De Vey of Mestdagh (1825-1834)
Nicolaas Johan Baptist ging van kinds af aan door het leven als Mestdagh. Onder die naam kocht hij, op tweeëntwintigjarige leeftijd, in 1825, van Thomas Corbelijn, de bestaande stadsdrukkerij en boekbinderij, tevens boekhandel, in Vlissingen. Pas als hij in datzelfde jaar, 1825, gaat trouwen, komt hij erachter dat hij als De Veij bekendstaat bij de burgerlijke stand. En dat, terwijl zijn moeder had verzocht om haar zoon bij zijn doop in te schrijven als Mestdagh, en zij altijd in de veronderstelling had verkeerd dat een zodanige inschrijving ook had plaatsgevonden (meer dan een doopregister was er niet in die tijd; de burgerlijke stand werd pas ingevoerd in 1811).

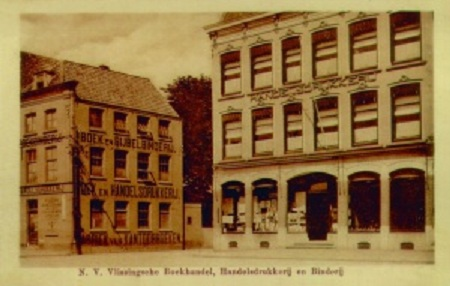
N.V. Vlissingsche Boekhandel, Handelsdrukkerij en Binderij die Nicolaas Mestdagh dreef sinds 1825

Nicolaas maakte zich zorgen, zo blijkt uit de vele brieven die hij richt tot de gemeente Vlissingen, de president van de rechtbank in Middelburg en de gouverneur van de provincie Zeeland. Hij had zich sinds zijn jeugd uitgegeven voor Mestdagh. Nu werd hij ongeloofwaardig tegenover zijn toekomstige vrouw, zijn mogelijke kinderen, en in de zakenwereld waarin hij verkeerde. Op de naam Mestdagh had hij als boekverkoper patent genomen. Hij voorzag alleen maar narigheid. De handgeschreven verklaring van zijn vader deponeerde hij alsnog bij de gemeente Vlissingen (‘geviseerd voor zegel, No 1263, en geregistreerd’ in april 1825). Bij de gemeente bleek echter dat hij een verzoek bij de rechter moest indienen.
Schriftelijk verzocht hij daarop de rechtbank in Middelburg de naam Mestdagh te mogen voeren. Hij kon toch onmogelijk – zo schreef hij de rechter – ineens van naam veranderen? Uit zijn brief blijkt dat bij de burgerlijke stand in Vlissingen geen registers van geboorte over het jaar 1802 aanwezig waren. Ze werden toen niet bijgehouden of waren bij een vernietigend bombardement van de Engelsen, in 1809, verbrand of zoekgeraakt. Bij die beschietingen werd onder andere het stadhuis uit 1594 in de as gelegd. Er was alleen een doopbriefje, na 1811 door het kerkbestuur bij de burgerlijke stand gedeponeerd, met de naam De Veij, maar de schriftelijke verklaring van zijn vader mocht als akte, naar Nicolaas’ mening, toch zeker als authentiek worden beschouwd. De rechter in Middelburg vond het allemaal niet voldoende om rectificatie van het doopgegevens te gelasten. Als hij zijn naam wilde wijzigen, moest ‘Mestdagh’ zich maar wenden tot Zijne Majesteit de Koning.
Nu hij ervan kon worden verdacht valselijk de naam Mestdagh te hebben gevoerd, liet Nicolaas, door tussenkomst van de gemeente Vlissingen en de Gouverneur van Zeeland, in een aantal officiële stukken over zijn militaire dienst, die hij als Mestdagh had laten opmaken, zijn naam veranderen in De Veij. Ondanks dat hield hij het voor de buitenwereld op Mestdagh en dreef hij onder die naam zijn boekhandel en drukkerij. Tegelijkertijd accepteerde hij het onvermijdelijke en ging hij als Nicolaas de Veij in ondertrouw met Cornelia Maarsman (die hem, eenmaal getrouwd, negen kinderen zou schenken). Zijn naam bleef nog steeds in het ongewisse. Er volgde een lange briefwisseling met koning Willem I en zijn minister van Justitie (Van Maanen). Verzoek na verzoek werd de schriftelijke verklaring van de Franse Mestdagh, met daarin de erkenning van zijn zoon, op de Haagse burelen niet voldoende geacht. Keer op keer krijgt hij nul op het rekest.

## De Vey Mestdagh (1834)
Na jaren van vergeefse epistels, komt Nicolaas Johan Baptist – hij is dan 32 jaar – op de gedachte de namen De Veij en Mestdagh samen te voegen. Daarmee zou hij niemand anders in de bevolkingsregisters voor de voeten lopen, en niemand anders zou kunnen claimen dat hij of zij bloedverwant was. Nog één keer schreef hij een lange brief aan Zijne Majesteit. 14 mei 1834, Aan den Koning: ‘Sire! Geeft onderdaniglijk te kennen…’
Niemand anders, zo meldde hij de koning, had in al die jaren ooit de naam Mestdagh opgeëist. Al zijn stadsgenoten en correspondenten kenden hem onder die naam. Goedbeschouwd, aldus Mestdagh, ging het ook helemaal niet om naamsverandering in de eigenlijke zin. Kon hij aan zijn binnen- en buitenlandse relaties het ongeluk van zijn moeder als reden van zijn naamwisseling bekendmaken? En wat als hij zijn echte naam verhulde? Dan kon hij bij kredietverleners in grote problemen komen. Zijn eer, die van zijn vrouw en kinderen en de instandhouding van zijn burgerlijk bestaan waren in het geding. Hij zou, schrijft hij de koning, nog veel meer gronden kunnen aanvoeren, als hij niet beducht was 'de aandacht van de majesteit met zijn problemen al te lang van de algemene belangen des vaderlands af te houden'. De koning aarzelde en vroeg advies aan de Gouverneur van Zeeland. De Zeeuwse magistraat zag geen bezwaren. Nog in hetzelfde jaar, 1834, verleende de vorst aan Nicolaas Johan Baptist het recht de naam van zijn vader bij die van zijn moeder te voegen. Het koninklijk besluit werd vervolgens gepubliceerd in de Staatscourant.
Bij Zijner Majesteits besluit van den 16den September 1834, no. 75, is aan Nicolaas Johan Baptiste de Vey en zijne wettige afstammelingen vergund, om den naam van Mestdagh nevens den hunnen aan te nemen en zich mitsdien te noemen en te teekenen de Vey Mestdagh. Geschiedenis hiervan deze afkondiging overeenkomstig de bepaling der wet van 11 Germinal, jaar XI.
De Vey Mestdagh… Nicolaas vroeg het aan met een ij met puntjes, maar in de eerste gezaghebbende publicatie in de officiële gazet van het Koninkrijk wordt de naam met een i-grec geschreven. Waarschijnlijk een verschrijving, maar wel een formele. Sindsdien wordt de familienaam ook als zodanig gespeld, zij het dat er inmiddels ook een tak bestaat ‘met puntjes’ als gevolg van een weer latere ambtelijke misslag. Dat deze dubbele naam is blijven bestaan, is niet zo vanzelfsprekend. Nicolaas en zijn vrouw Cornelia Catharina Maarsman kregen weliswaar negen kinderen (onder wie twee tweelingen), maar allen – op een na, zoon Pieter Gerard – overleden voor hun vierde jaar. Ook in de twee daaropvolgende generaties was er steeds slechts één manlijke nazaat die de naam kon doorgeven.
Mede als hommage aan de stammoeder van het geslacht De Vey Mestdagh heeft het zegel van Mattheus de Veij ingang gevonden als familiewapen, waarbij de haan inmiddels tevens symbool mocht staan voor de Franse afkomst van de stamvader.

## Fragmentgenealogie van enkele nakomelingen
Pieter Gerard de Vey Mestdagh (1831-1906), drukker en uitgever
- Cornelis Nicolaas Jan de Vey Mestdagh (1857-1941), drukker en uitgever
  - ds. Pieter Gerard de Vey Mestdagh (1885-1980), predikant
    - Cornelis Nicolaas Jan de Vey Mestdagh (1914-2004), tandarts
      - Pauline Wilhelmine Louise de Vey Mestdagh (1948-2018), muziekpedagoge
      - mr. Karel de Vey Mestdagh (1950), diplomaat, schrijver, publicist
      - Nicolaas Johan Baptiste de Veij Mestdagh (1951), tandarts
      - mr. Pieter Gerard de Vey Mestdagh (1953), advocaat
      - Jan Henry de Vey Mestdagh (1953-1988), acteur, zanger, goochelaar, bekend onder de naam Jan Mesdag
      - Carolina Petronella Cornelia de Vey Mestdagh (1960), beeldend kunstenaar

    - mr. Jan Henry de Vey Mestdagh (1919-2005), rijksarchivaris van Groningen
      - mr. Ernestine Marie de Vey Mestdagh (1954), docent Recht Open Universiteit
      - mr. dr. Cornelis Nicolaas Jan de Vey Mestdagh (1958), universitair hoofddocent Recht en ICT Rijksuniversiteit Groningen
      - mr. Pieter Gerard de Vey Mestdagh (1960), lid Gedeputeerde Staten van Groningen
      - Anna Bernardina de Vey Mestdagh (1965), violiste Koninklijk Concertgebouw Orkest en Concertgebouw Kamerorkest

    - Karel de Vey Mestdagh (1922-1944), omgekomen in concentratiekamp Flossenbürg (Duitsland)
    - Machelina Elisabeth Françoise Pauline de Vey Mestdagh (1930-2019)